# Schoenocaulon ghiesbreghtii
Schoenocaulon ghiesbreghtii är en nysrotsväxtart som beskrevs av Jesse More Greenman. Schoenocaulon ghiesbreghtii ingår i släktet Schoenocaulon och familjen nysrotsväxter. Inga underarter finns listade.